# Moto Moraco
Moto Moraco is een historisch merk van wegrace-motorfietsen.
De Moto Moraco was een raceproject van de Franse Yamaha-importeur Sonauto, die in 1974 door Bernard Droulhoile een aantal 250- en 350cc-racers (gebaseerd op de Yamaha TZ modellen) liet bouwen voor Christian Bourgeois en Patrick Pons. De machines hadden een monocoque-frame.